# Церква Святої Софії (Несебир)
Свята Софія, відома також як Стара метрополія — православна церква, знаходиться в центрі старого міста Несебир. Є пам'ятником ЮНЕСКО, і входить в перелік 100 національних туристичних місць Болгарії.
Побудована наприкінці V та початку VI століть. Це базиліка з напівкруглої апсидою, яка зовні є трикутною формою, з притвором і атріумом (внутрішній двір). Загальна довжина становить 25,5 м. Бічні нави (шириною 3,70 м.) відокремлені від центрального (9,30 м.), створеними п'ятьма кам'яними прямокутними стовпами, що пов'язані між собою арками. В східній стіні над напівкруглою в плані, і тригранною в екстер'єрі,  апсидою  (шириною 6,5 і глибиною 3,25 м.) знаходяться три арочні вікна. Базиліка мала двосхилий дах, який не зберігся. В апсиді майже цілим зберігся синтрон. В середині церкви стіни оштукатурені цементним розчином і розписані фресками.
Вся підлога була вкрита мозаїкою з невеликих кольорових камінчиків. Праворуч від апсиди знаходиться мармуровий блок, на якому вигравірувано вірш із псалма Старого Завіту, його можна прочитати через відпалу штукатурку: И викът ми нека стигне до теб!.
Свій сучасний вигляд церква набула після реконструкції на початку IX століття. В середні віки церква була кафедральним собором  Месемврийскої єпархії. В 1257 році собор був розграбований венеційцями і мощі святого Феодора, які в ньому зберігались, були доставлені до церкви «Сан-Сальваторе» у Венеції . Наприкінці XVIII століття собор був покинутий.